# Gaël Prévost
Gaël Prévost, né le 8 mars 1994 à Clermont-Ferrand, est un archer français spécialiste de l'arc classique.

## Biographie
Gaël Prévost a commencé le tir à l'arc à l'âge de 6 ans. Il a grandi à la campagne, dans un hameau de trois corps de ferme à 60 kilomètres de Clermont-Ferrand. Il ne possède ni téléphone portable, ni ordinateur. Il n'a pas connu non plus l'école, il a fait toute sa scolarité par correspondance. Il obtient son baccalauréat ES à l'âge de 16 ans par le CNED et effectue une première inscription à la faculté de psychologie à la rentrée 2010. Il abandonne au premier trimestre pour rentrer à l’Insep et s’offre le week-end même de son entrée le titre de champion de France.
Prévost remporte la médaille de bronze face à l’Indien Tarundeep Rai au tir de barrage (10-8) le 18 juin 2012 à la Coupe du Monde d'Ogden, aux États-Unis. Cette troisième place lui permet de se sélectionner pour la finale de la Master of World qui se déroulera à Tokyo les 22 et 23 septembre 2012 avec les huit meilleurs archers mondiaux.
Il représente la France aux Jeux olympiques à Londres en août 2012,. Alors qu'il avait une qualification en quarts de finale au bout de son arc, Gaël est éliminé par l'ukrainien Viktor Ruban, champion olympique en titre. Il est l’un des meilleurs archers français, assis au 12e rang mondial. Sa meilleure place a été 4e le 16 juin 2013.
Le 23 septembre 2012, Gaël Prévost prend la troisième place de la coupe du monde de tir à l'arc de 2012.
Le 20 novembre 2013, Gaël met fin à sa carrière de haut niveau.
Une enquête du journal L'Équipe de 2022 a pu établir qu'il habitait depuis dans le corps de ferme familial et explique son arrêt de la compétition par l'électrosensibilité de son entourage.

## Palmarès

### Championnats du monde (extérieur)
- Médaille de bronze par équipe en 2013
- Médaille d'argent par équipe en 2011

### Coupe du monde (extérieur)
- Médaille de bronze de la 1re étape individuel en 2013
- Médaille d'or de la finale en individuel en 2012
- Médaille d'argent de la 1re étape par équipe en 2012
- Médaille de bronze de la 3e étape individuel en 2012[6]

### Grand Prix d'Asie
- Médaille d'or par équipe en 2012

### Grand Prix d'Europe
- Médaille d'or en individuel en 2013

### Championnats de France (extérieur)
- Médaille d'or en individuel en 2009
- Médaille d'or en individuel en 2012

### Divers
- 9e aux jeux olympiques de Londres en 2012
- 8e par équipe aux jeux olympiques de Londres en 2012
- 4e de la finale de la coupe du monde à Istanbul (Turquie) en 2011